# Moses Schönfinkel
Moissei Eliévitx Xeinfinkel, rus: Моисей Эльевич Шейнфинкель, patronímics opcionals Ильич Ílitx i Исаевич Issàievitx, conegut habitualment amb la versió en alemany del seu nom, Moses Schönfinkel, (4 setembre 1889 Iekaterinoslav (en l'actualitat Dniprò, Ucraïna) - 1942 Moscou), fou un lògic i matemàtic rus d'origen jueu, conegut pel descobriment de la lògica combinatòria.

## Vida
Schönfinkel va assistir a la Universitat de Novorossiysk d'Odessa, va estudiar de les matemàtiques amb Samuïl Xatunovski (1859-1929), amb qui va treballar en geometria i fonaments de les matemàtiques. De 1914 a 1924, Schönfinkel fou membre del grup David Hilbert a la Universitat de Göttingen.
El 7 de desembre 1920 es va donar una xerrada al grup en què es descriu el concepte de la lògica combinatòria. Heinrich Behmann, un membre del grup de Hilbert, més tard va revisar el text i el va publicar el 1924.
El 1929, Schönfinkel va publicar una altra publicacions, sobre casos especials del problema de decisió ("Entscheidungsproblem"), que va ser preparat conjuntament amb Paul Bernays.
Després de deixar Göttingen, Schönfinkel tornar a Moscou. El 1927 se li diagnosticar una malaltia metal i fou internat en un sanatori. La resta de la seva vida la va passar en la pobresa, i va morir a Moscou en algun moment de 1942. Els seus papers van ser cremats pels veïns per escalfar-se.

## Treball
Schönfinkel va desenvolupar un sistema formal que evita l'ús de variables. El seu sistema era essencialment equivalent a una lògica combinatòria basant-se en els combinadors B, C, I, K, i S . Schönfinkel va ser capaç de demostrar que el sistema es podria reduir a només K i S i va esbossar una prova que una versió d'aquest sistema té el mateix poder que la lògica de predicats.

## Publicacions importants
- 1924. "Über die Bausteine der mathematischen Logik", Mathematische Annalen 92, pp. 305–316. Translated by Stefan Bauer-Mengelberg as "On the building blocks of mathematical logic" in Jean van Heijenoort, 1967. A Source Book in Mathematical Logic, 1879–1931. Harvard Univ. Press.
- 1929. (coautoritzat amb Paul Bernays) "Zum Entscheidungsproblem der mathematischen Logik," Mathematische Annalen 99